# Cuentos al caer la noche
Cuentos al caer la noche (título original: Nightbooks) es una película de fantasía oscura estadounidense de 2021 dirigida por David Yarovesky y escrita por Mikki Daughtry y Tobias Iaconis. El film está protagonizado por Winslow Fegley, Lidya Jewett y Krysten Ritter. Se basa en el libro de fantasía de terror para niños de 2018 del mismo nombre de J. A. White y se estrenó el 15 de septiembre de 2021 en la plataforma de streaming Netflix.

## Argumento
Un niño llamado Alex se convierte en el prisionero de una bruja (Krysten Ritter); para evitar una muerte segura, la convence de que le permita contarle una historia de miedo todas las noches. Al conocer a la sirvienta de la bruja, Yazmin, los dos deben usar su ingenio para escapar de su apartamento, un laberinto mágico lleno de diversos peligros, antes de que la bruja los mate a ambos.

## Elenco
- Winslow Fegley como Alex
- Lidya Jewett como Yazmin
- Krysten Ritter como Natasha/La Bruja

## Producción
En junio de 2019, se anunció que Netflix estaba desarrollando una adaptación de Nightbooks, con Mikki Daughtry y Tobias Iaconis escribiendo el guion. En octubre de 2020, se comunicó que Krysten Ritter, Winslow Fegley y Lidya Jewett protagonizarían la película y que David Yarovesky la dirigiría. La película fue producida por Sam Raimi y Robert Tapert a través de Ghost House Pictures, y por Mason Novick y Michelle Knudsen a través de MXN Entertainment.

### Rodaje
La fotografía principal tuvo lugar del 14 de octubre al 17 de diciembre de 2020 en Toronto, Ontario, en medio de la pandemia de COVID-19.

## Estreno
La película fue estrenada en Netflix el 15 de septiembre de 2021.